# スタン・アルベック
スタン・アルベック（Stan Albeck、1931年5月17日 - 2021年3月25日）は、アメリカ合衆国のバスケットボールの指導者。イリノイ州出身。アメリカ男子プロバスケットボールリーグABAのデンバー・ロケッツ、NBAのサンアントニオ・スパーズなどのヘッドコーチを務め、ABA、NBA通算で、レギュラーシーズンでは645試合を指揮し、334勝311敗、プレイオフは44試合を指揮し、18勝26敗。

## 経歴
1955年、ブラッドリー大学を卒業、1957年ミシガン州立大学で修士号を取得後、1970年までカレッジチームのヘッドコーチを務めた。
1970-1971シーズン、ABAのデンバー・ロケッツ（現デンバー・ナゲッツ）が開幕から13試合で10敗すると、ジョー・ベルモントに代わりヘッドコーチに就任した。この年彼は27勝44敗の成績をあげ、チームは30勝54敗でシーズンを終えて、インディアナ・ペイサーズから28ゲーム差、テキサス・チャパラルズと同率になったが、4月1日のワンゲームプレーオフで敗れて、プレーオフ進出はならなかった。デンバーの観客入場者数は前年の平均6281人から4139人に減少した。同年4月8日、ヘッドコーチを解任されアレックス・ハナムが後任となった。
1972-1973シーズン、K・C・ジョーンズのもとでサンディエゴ・コンキスタドアーズのアシスタントコーチを務めた。1973-74シーズンは、同チームでウィルト・チェンバレンヘッドコーチのもとでアシスタントコーチを務め、チェンバレンが欠場した数試合で指揮を執った。
1974-1975シーズン、ケンタッキー・カーネルズのアシスタントコーチを務めた。この年、カーネルズはABAチャンピオンとなった。
カーネルズが1976年に消滅すると、ロサンゼルス・レイカーズのアシスタントコーチとなり、1979年まで務めた。
1979-80シーズン、クリーブランド・キャバリアーズ、1980-1981シーズンから1982-1983シーズンまで3シーズン、サンアントニオ・スパーズ、1983-1984シーズンから1984-1985シーズン、ニュージャージー・ネッツ、1985-1986シーズン、シカゴ・ブルズでヘッドコーチを務めた。
NBAで7シーズンヘッドコーチを務め通算勝率は、53.5%である。
1986年から1991年までは母校ブラッドリー大学のヘッドコーチを務めた。
その後、アトランタ・ホークス、トロント・ラプターズのアシスタントコーチも務めたが、脳梗塞となり、コーチを退いた。

## 実績
| チーム | シーズン | G   | W   | L   | W–L% | シーズン結果    | PG | PW | PL | PW–L% | 最終結果                         |
| ------ | -------- | --- | --- | --- | ---- | --------------- | -- | -- | -- | ----- | -------------------------------- |
| CLE    | 1979–80  | 82  | 37  | 45  | .451 | 4th in Central  | —  | —  | —  | —     | 不出場                           |
| SAS    | 1980–81  | 82  | 52  | 30  | .634 | 1st in Midwest  | 7  | 3  | 4  | .429  | カンファレンスセミファイナル敗退 |
| SAS    | 1981–82  | 82  | 48  | 34  | .585 | 1st in Midwest  | 9  | 4  | 5  | 444   | カンファレンスファイナル敗退     |
| SAS    | 1982–83  | 82  | 53  | 29  | .646 | 1st in Midwest  | 11 | 6  | 5  | .545  | カンファレンスファイナル敗退     |
| NJN    | 1983–84  | 82  | 45  | 37  | .549 | 4th in Atlantic | 11 | 5  | 6  | .455  | カンファレンスセミファイナル敗退 |
| NJN    | 1984–85  | 82  | 42  | 40  | .512 | 3rd in Atlantic | 3  | 0  | 3  | .000  | 1st.ラウンド敗退                 |
| CHI    | 1985–86  | 82  | 30  | 52  | .366 | 4th in Central  | 3  | 0  | 3  | .000  | 1st.ラウンド敗退                 |
| Career |          | 574 | 307 | 267 | .535 |                 | 44 | 18 | 26 | .409  |                                  |